# 维也纳医科大学
维也纳医科大学（德語：Medizinische Universität Wien）是一所位于奥地利维也纳的公立大学，前身为维也纳大学医学院，由奥地利公爵鲁道夫四世于1365年创立，是最古老的医学院之一，它是德语国家中最古老的，并且是神圣罗马帝国的第二个医学院，仅次于查理大学医学院之后。
2004年独立为维也纳医科大学。

## 简介
维也纳医科大学是奥地利最大的医疗机构，也是欧洲顶级研究机构之一，为欧洲最大的医院维也纳总医院提供所有医疗服务。它由31个大学诊所和临床研究所以及12个医学理论科室组成，每年执行约 48,000 次外科手术。维也纳总医院每年约有100,000名患者住院治疗，605,000名门诊患者接受治疗。